# Prakolczatka papuaska
Prakolczatka papuaska (Zaglossus bartoni) – gatunek ssaka z rodziny kolczatkowatych (Tachyglossidae).

## Taksonomia
Gatunek po raz pierwszy zgodnie z zasadami nazewnictwa binominalnego opisał w 1907 roku angielski zoolog Oldfield Thomas jako podgatunek prakolczatki nowogwinejskiej i nadając mu nazwę Acanthoglossus Bruijnii Bartoni. Miejsce typowe to Mount Victoria, na wysokości 8000 ft (2438,4 m), w Albert Edward Range, w Papui-Nowej Gwinei. Holotyp to dorosła samica o sygn. BMNH 7.7.17.5, przechowywana w Muzeum Historii Naturalnej w Londynie, pochodząca z kolekcji Francisa Bartona.
Wydaje się, że niepublikowane analizy oparte na danych genetycznych przeprowadzone przez Kristofera Helgena pokazują inny wzór filogeograficzny niż ten, który jest obecnie zdefiniowany. W 2005 roku w górach Foja odkryto nową populację, której nie można jednoznacznie przypisać żadnemu istniejącemu podgatunkowi. Autorzy Illustrated Checklist of the Mammals of the World rozpoznają cztery podgatunki jednak są one bardzo charakterystyczne pod względem wielkości i proporcji czaszki i mogą stanowić odrębne gatunki. Podstawowe dane taksonomiczne podgatunków (oprócz nominatywnego) przedstawia poniższa tabelka:
| Podgatunek     | Oryginalna nazwa           | Autor i rok opisu               | Miejsce typowe | Holotyp                                                                                         |
| -------------- | -------------------------- | ------------------------------- | --- | ----------------------------------------------------------------------------------------------- |
| Z. b. clunius  | Zaglossus bartoni clunius  | O. Thomas & W. Rothschild, 1922 | góry Rawlinson, półwysep Huon Peninsula, Nowa Gwinea. | Skóra i czaszka dorosłej samicy (sygn. BMNH 28.10.1.33, Muzeum Historii Naturalnej w Londynie). |
| Z. b. diamondi | Zaglossus bartoni diamondi | Flannery & Groves, 1998         | Obszar Jezior Paniai, na wysokości około 4500 ft (1372 m), prowincja Papua, Indonezja.                                                                                         | Skóra z czaszką w środku samicy (sygn. AM M.7955, Muzeum Australijskie).                        |
| Z. b. smeenki  | Zaglossus bartoni smeenki  | Zaglossus bartoni smeenki       | Ujścia rzek Mau i Ugat (9°40′S 149°13′E/-9,666667 149,216667), 12 mi (19 km) na południowy zachód od Marua Point, zatoka Collingwood, prowincja Milne Bay, Papua-Nowej Gwinea. | Skóra i szkielet dorosłego samca (sygn. AM M.9682,Muzeum Australijskie).                        |

### Etymologia
- Zaglossus: gr. ζα- za- „bardzo”; γλωσσα glōssa „język”[15].
- bartoni: kpt. Francis Rickman Barton (1865–1947), oficer British Army, administrator kolonialny w Nowej Gwinei, którego głównymi zainteresowaniami były botanika, antropologia i wczesna pionierska fotografia[16].
- clunius: etymologia niejasna; autorzy opisu nie wyjaśnili pochodzenia epitetu gatunkowego[3].
- diamondi: prof. Jared Mason Diamond (ur. 1937), amerykański biolog, biochemik, ekolog, historyk[4].
- smeenki: Chris Smeenk, holenderski teriolog[5].

## Zasięg występowania
Prakolczatka papuaska zamieszkuje teren Nowej Gwinei na wysokościach od 2000 do 3000 metrów nad poziomem morza.
Zasięg występowania w zależności od podgatunku:
- Z. bartoni bartoni – Góry Centralne w Papui-Nowej Gwinei między obszarem Efogi (147°42′ E) a okolicą Wau (146°44′ E) włącznie z Wharton Range i obszar Wau-Bulolo, na wysokości pomiędzy 2000 m a 3200 m n.p.m. Populacja tymczasowo określana jako ten takson występuje na nizinach południowej części prowincji Chimbu, na wysokości ok. 600 m n.p.m.
- Z. bartoni clunius – ograniczony do gór półwyspu Huon w północno-wschodniej Papui Nowej Gwinei.
- Z. bartoni diamondi – Góry Centralne w Papui-Nowej Gwinei od jezior Paniai po Kratke w Eastern Highlands.
- Z. bartoni smeenki – ograniczony do Maneau Range aż do Collingwood Bay we wschodniej Papui-Nowej Gwinei.

Niedawno odkrytej populacji z gór Foja nie można przypisać do żadnego z ww. podgatunków.

## Morfologia
Odróżnia się od innych przedstawicieli rodzaju liczbą pazurów, w tylnej nodze ma ich cztery, a w przedniej pięć. Długość ciała samic 51,5–63,7 cm, samców 48–55 cm; masa ciała samic 4,3–9 kg, samców 4,2–6,5 kg – jest największym stekowcem. Porusza się wolno. W razie niebezpieczeństwa broni się kolcami.